# Saint-Avit-Rivière
Pour les articles homonymes, voir Saint-Avit et Rivière (homonymie).
Saint-Avit-Rivière est une commune française située dans le département de la Dordogne, en région Nouvelle-Aquitaine.

## Géographie

### Généralités
Dans le quart sud-est du département de la Dordogne, la commune de Saint-Avit-Rivière est située dans la partie orientale du Bergeracois.
Traversé par la route départementale 2, le petit bourg de Saint-Avit-Rivière est situé 300 mètres au sud de la Couze et, en distances orthodromiques, quinze kilomètres au sud-est de Lalinde et dix-neuf kilomètres au sud du Bugue.
Entre Montferrand-du-Périgord et Bouillac, le GR 36 traverse la commune du nord-ouest au nord-est sur deux kilomètres et demi, passant 150 mètres au nord du bourg.

### Communes limitrophes
Saint-Avit-Rivière est limitrophe de six autres communes. Deux autres communes sont relativement proches du territoire communal : au sud, Marsalès est distante de 500 mètres et au nord-ouest Saint-Avit-Sénieur est éloignée de 700 mètres.
|                         | Bouillac                  | Saint-Pardoux-et-Vielvic |
| Montferrand-du-Périgord | Saint-Avit-Rivière        | Pays de Belvès           |
|                         | Saint-Romain-de-Monpazier | Saint-Marcory            |

### Géologie et relief

#### Géologie
Situé sur la plaque nord du Bassin aquitain et bordé à son extrémité nord-est par une frange du Massif central, le département de la Dordogne présente une grande diversité géologique. Les terrains sont disposés en profondeur en strates régulières, témoins d'une sédimentation sur cette ancienne plate-forme marine. Le département peut ainsi être découpé sur le plan géologique en quatre gradins différenciés selon leur âge géologique. Saint-Avit-Rivière est située dans le troisième gradin à partir du nord-est, un plateau formé de calcaires hétérogènes du Crétacé.
Les couches affleurantes sur le territoire communal sont constituées de formations superficielles du Quaternaire et de roches sédimentaires datant pour certaines du Cénozoïque, et pour d'autres du Mésozoïque. La formation la plus ancienne, notée c5c, date du Campanien 3, une alternance de marnes à glauconie et de calcaires crayo-marneux jaunâtres. La formation la plus récente, notée CFvs, fait partie des formations superficielles de type colluvions carbonatées de vallons secs : sable limoneux à débris calcaires et argile sableuse à débris. Le descriptif de ces couches est détaillé dans  la feuille « no 831 - Belvès » de la carte géologique au 1/50 000 de la France métropolitaine, et sa notice associée.

Carte géologique de Saint-Avit-Rivière.

#### Relief et paysages
Le département de la Dordogne se présente comme un vaste plateau incliné du nord-est (491 m, à la forêt de Vieillecour dans le Nontronnais, à Saint-Pierre-de-Frugie) au sud-ouest (2 m à Lamothe-Montravel). L'altitude du territoire communal varie quant à elle entre 101 mètres à l'extrême nord-ouest, là où la Couze quitte la commune et entre sur celle de Montferrand-du-Périgord, et 251 mètres à l'extrême sud-est, près du lieu-dit le Moulin Vent, en limite de la commune de Saint-Pardoux-et-Vielvic.
Dans le cadre de la Convention européenne du paysage entrée en vigueur en France le 1er juillet 2006, renforcée par la loi du 8 août 2016 pour la reconquête de la biodiversité, de la nature et des paysages, un atlas des paysages de la Dordogne a été élaboré sous maîtrise d’ouvrage de l’État et publié en octobre 2020. Les paysages du département s'organisent en huit unités paysagères,. La commune fait partie du Périgord noir, un paysage vallonné et forestier, qui ne s’ouvre que ponctuellement autour de vallées-couloirs et d’une multitude de clairières de toutes tailles. Il s'étend du nord de la Vézère au sud de la Dordogne (en amont de Lalinde) et est riche d’un patrimoine exceptionnel.
La superficie cadastrale de la commune publiée par l'Insee, qui sert de référence dans toutes les statistiques, est de 14,00 km2,,. La superficie géographique, issue de la BD Topo, composante du Référentiel à grande échelle produit par l'IGN, est quant à elle de 14,11 km2.

### Hydrographie

#### Réseau hydrographique
La commune est située dans le bassin de la Dordogne au sein du Bassin Adour-Garonne. Elle est drainée par la Couze et par deux petits cours d'eau, qui constituent un réseau hydrographique de 9,5 km de longueur totale,.
La Couze, d'une longueur totale de 30,09 km, prend sa source dans la commune de Pays de Belvès (territoire de l'ancienne commune de Fongalop) et se jette dans la Dordogne en rive gauche à Couze-et-Saint-Front, face à Lalinde,. Elle arrose la commune au nord ainsi qu'au nord-est sur près de quatre kilomètres, servant de limite territoriale sur trois kilomètres en quatre tronçons, face à Saint-Pardoux-et-Vielvic, Bouillac et Montferrand-du-Périgord.

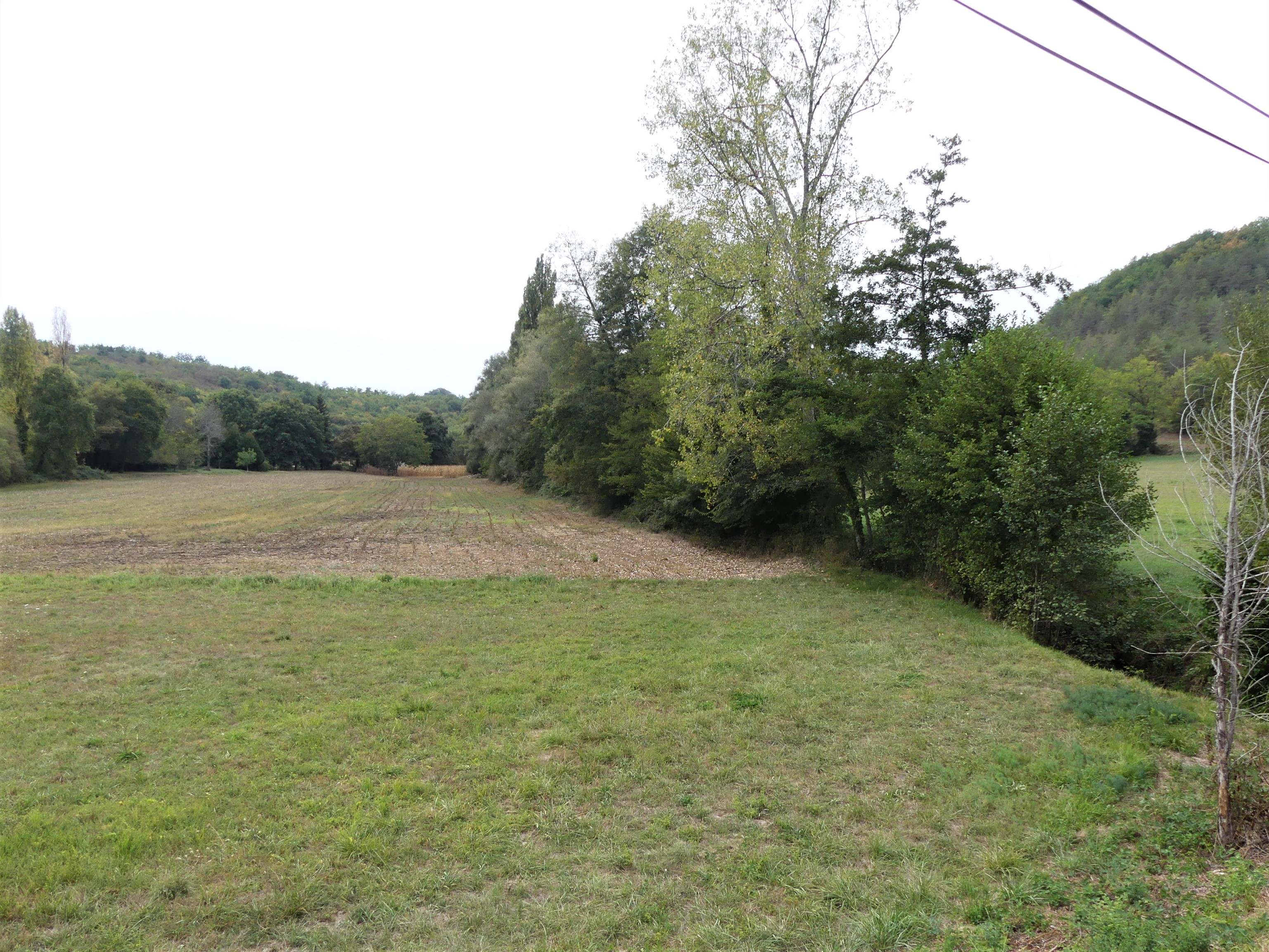
La vallée de la Couze à Saint-Avit-Rivière, en aval de la route départementale 2.
Réseaux hydrographique et routier de Saint-Avit-Rivière.

#### Gestion et qualité des eaux
Le territoire communal est couvert par le schéma d'aménagement et de gestion des eaux (SAGE) « Dordogne Atlantique ». Ce document de planification, dont le territoire correspond au sous‐bassin le plus aval du bassin versant de la Dordogne (aval de la confluence Dordogne - Vézère)., d'une superficie de 2 700 km2 est en cours d'élaboration. La structure porteuse de l'élaboration et de la mise en œuvre est l'établissement public territorial de bassin de la Dordogne (EPIDOR). Il définit sur son territoire les objectifs généraux d’utilisation, de mise en valeur et de protection quantitative et qualitative des ressources en eau superficielle et souterraine, en respect des objectifs de qualité définis dans le troisième SDAGE  du Bassin Adour-Garonne qui couvre la période 2022-2027, approuvé le 10 mars 2022.
La qualité des eaux de baignade et des cours d’eau peut être consultée sur un site dédié géré par les agences de l’eau et l’Agence française pour la biodiversité.

### Climat
Pour des articles plus généraux, voir Climat de la Nouvelle-Aquitaine et Climat de la Dordogne.
Historiquement, la commune est exposée à un climat océanique aquitain.  
En 2020, Météo-France publie une typologie des climats de la France métropolitaine dans laquelle la commune est exposée à un climat océanique altéré et est dans la région climatique  Aquitaine, Gascogne, caractérisée par une pluviométrie abondante au printemps, modérée en automne, un faible ensoleillement au printemps, un été chaud (19,5 °C), des vents faibles, des brouillards fréquents en automne et en hiver et des orages fréquents en été (15 à 20 jours).
Pour la période 1971-2000, la température annuelle moyenne est de 12,9 °C, avec  une amplitude thermique annuelle de 15,2 °C. Le cumul annuel moyen de précipitations est de 902 mm, avec 12,3 jours de précipitations en janvier et 6,6 jours en juillet. Pour la période 1991-2020, la température moyenne annuelle observée sur la station météorologique la plus proche, située sur la commune de Pays de Belvès à 10 km à vol d'oiseau, est de 13,0 °C et le cumul annuel moyen de précipitations est de 888,2 mm,. Pour l'avenir, les paramètres climatiques de la commune estimés pour 2050 selon différents scénarios d’émission de gaz à effet de serre sont consultables sur un site dédié publié par Météo-France en novembre 2022.

## Urbanisme

### Typologie
Au 1er janvier 2024, Saint-Avit-Rivière est catégorisée commune rurale à habitat très dispersé, selon la nouvelle grille communale de densité à 7 niveaux définie par l'Insee en 2022.
Elle est située hors unité urbaine et hors attraction des villes,.

### Occupation des sols
L'occupation des sols de la commune, telle qu'elle ressort de la base de données européenne d’occupation biophysique des sols Corine Land Cover (CLC), est marquée par l'importance des forêts et milieux semi-naturels (79,2 % en 2018), une proportion identique à celle de 1990 (79,2 %). La répartition détaillée en 2018 est la suivante : 
forêts (77,3 %), prairies (13,5 %), zones agricoles hétérogènes (7,3 %), milieux à végétation arbustive et/ou herbacée (1,9 %). L'évolution de l’occupation des sols de la commune et de ses infrastructures peut être observée sur les différentes représentations cartographiques du territoire : la carte de Cassini (XVIIIe siècle), la carte d'état-major (1820-1866) et les cartes ou photos aériennes de l'IGN pour la période actuelle (1950 à aujourd'hui).

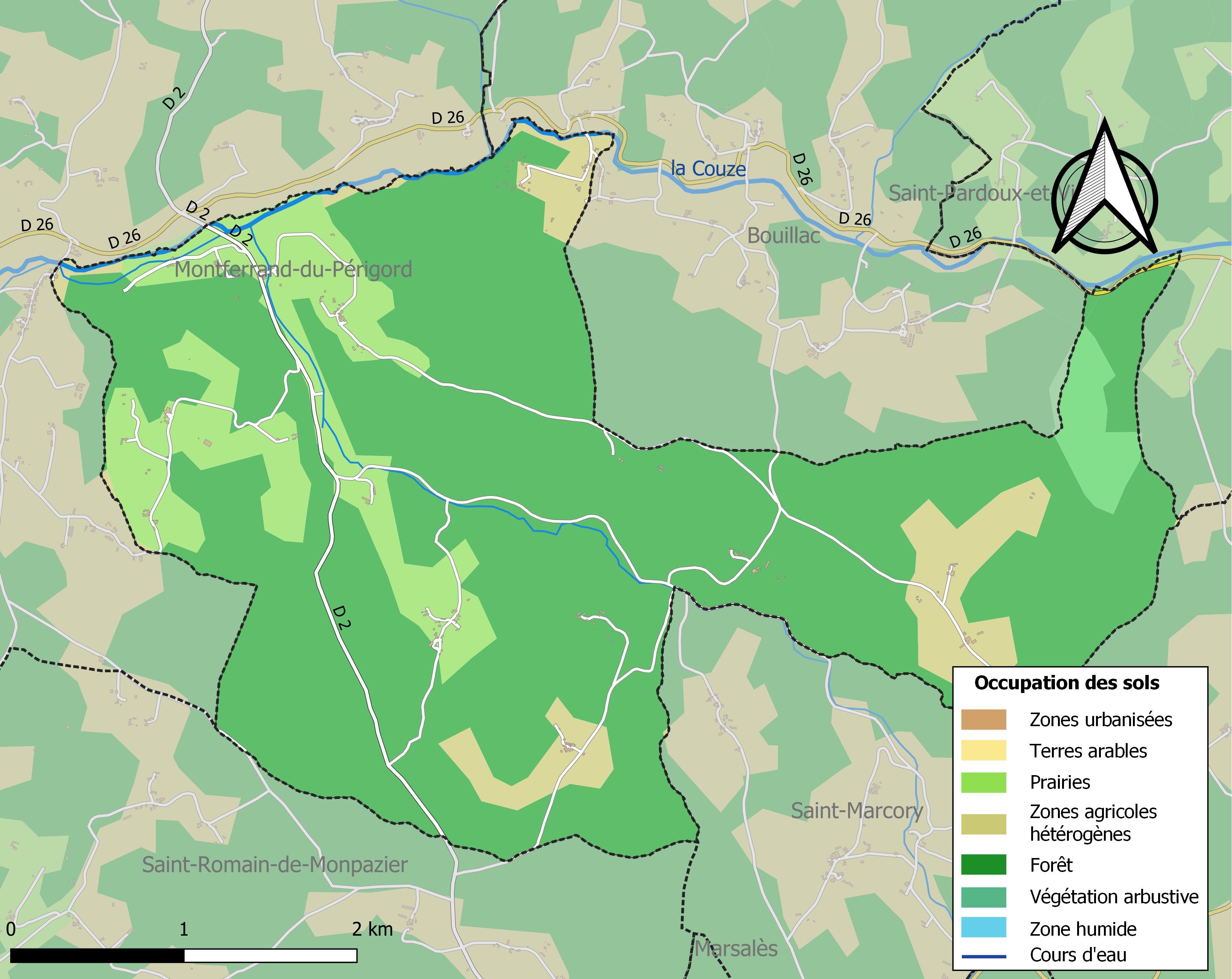
Carte des infrastructures et de l'occupation des sols de la commune en 2018 (CLC).

### Villages, hameaux et lieux-dits
Outre le petit bourg de Saint-Avit-Rivière proprement dit, le territoire se compose d'autres villages ou hameaux, ainsi que de lieux-dits :
- Bois de Campagnac
- Bois Hauts
- Borie
- Brouillol
- Broumet
- Campeymac
- Cap du Terme
- le Château de la Mouthe
- le Couderc
- Coudougnol
- Cros de Salès
- les Croses
- les Daurelles
- Font de l'Âne
- la Font du Bousquet
- Fontroubade
- la Forêt
- les Galages
- les Garrigues
- les Goussalandies
- les Granges
- le Lac de la Nauze
- Lamartinie
- Léone Basse
- Léone Haute
- Marié
- le Moulin de Borie
- la Mouthe
- les Ombradoux
- Peillou
- le Pessou
- les Peyrades
- Plane
- Queille
- Rotonniel
- Tage
- Taillefer
- Terme d'Astor
- la Vigne de Saintou.

### Prévention des risques

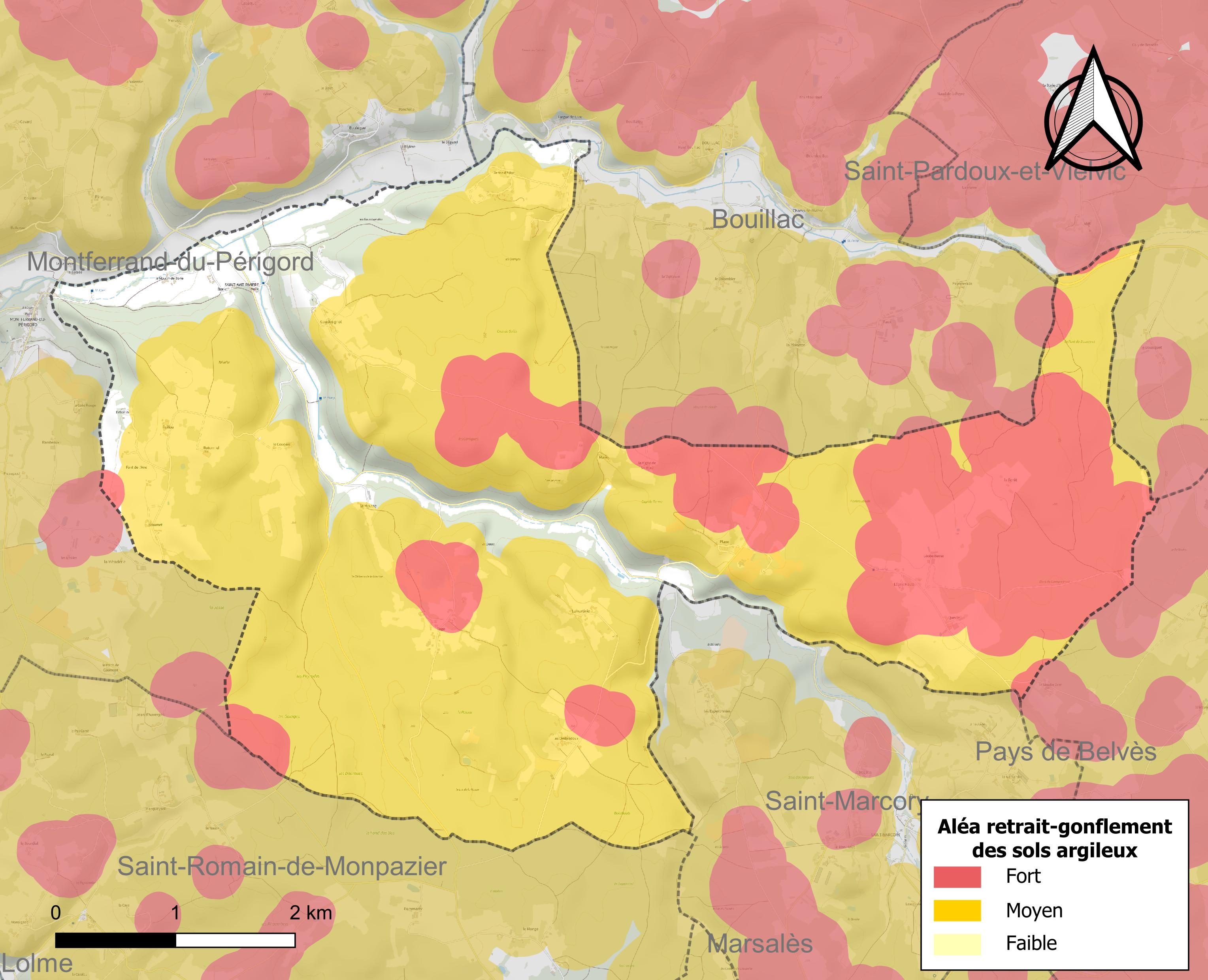
Carte des zones d'aléa retrait-gonflement des sols argileux de Saint-Avit-Rivière.

Le territoire de la commune de Saint-Avit-Rivière est vulnérable à différents aléas naturels : météorologiques (tempête, orage, neige, grand froid, canicule ou sécheresse), inondations, feux de forêts, mouvements de terrains et séisme (sismicité très faible). Un site publié par le BRGM permet d'évaluer simplement et rapidement les risques d'un bien localisé soit par son adresse soit par le numéro de sa parcelle.
Certaines parties du territoire communal sont susceptibles d’être affectées par le risque d’inondation par débordement de cours d'eau, notamment la Couze. La commune a été reconnue en état de catastrophe naturelle au titre des dommages causés par les inondations et coulées de boue survenues en 1982 et 1999,.
Saint-Avit-Rivière est exposée au risque de feu de forêt. L’arrêté préfectoral du 14 mars 2013 fixe les conditions de pratique des incinérations et de brûlage dans un objectif de réduire le risque de départs d’incendie. À ce titre, des périodes sont déterminées : interdiction totale du 15 février au 15 mai et du 15 juin au 15 octobre, utilisation réglementée du 16 mai au 14 juin et du 16 octobre au 14 février. En septembre 2020, un plan inter-départemental de protection des forêts contre les incendies (PidPFCI) a été adopté pour la période 2019-2029,.
Les mouvements de terrains susceptibles de se produire sur la commune sont des tassements différentiels. Le retrait-gonflement des sols argileux est susceptible d'engendrer des dommages importants aux bâtiments en cas d’alternance de périodes de sécheresse et de pluie. 85 % de la superficie communale est en aléa moyen ou fort (58,6 % au niveau départemental et 48,5 % au niveau national métropolitain). Depuis le 1er octobre 2020, en application de la loi ÉLAN, différentes contraintes s'imposent aux vendeurs, maîtres d'ouvrages ou constructeurs de biens situés dans une zone classée en aléa moyen ou fort,.
La commune a été reconnue en état de catastrophe naturelle au titre des dommages causés par des mouvements de terrain en 1999.

## Toponymie

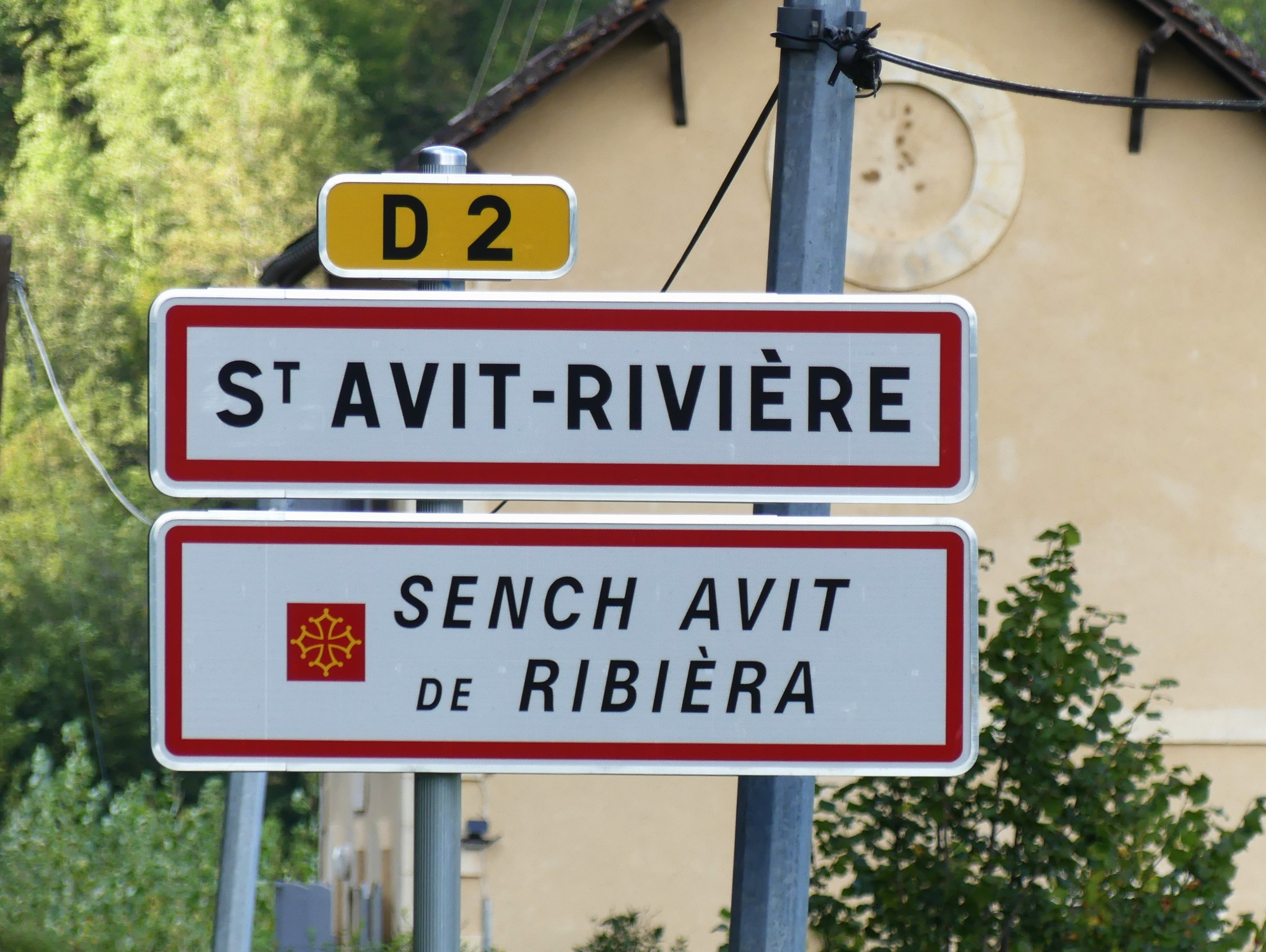
Panneau d'entrée en français et occitan.

La première mention écrite connue du lieu date de l'an 1199 sous la forme Domus de Riparia correspondant à une maison religieuse dépendant de l'abbaye de Cadouin, située sur la rive (riparia) d'un cours d'eau.
En 1556 apparaît le nom de Sanctus Avitus de Ripia, où ripia est une déformation de riparia.
Sur la carte de Cassini représentant la France entre 1756 et 1789, le village est identifié sous le nom de Saint Avit de Riviere.
Le nom de la commune fait référence à un ermite, Avit ou Avitus, ancien soldat des armées d'Alaric II qui, fait prisonnier, devint moine après sa libération et mourut en l'an 518. La seconde partie du nom de la commune correspond à l'occitan ribièra, dérivé de riparia relatif à un cours d'eau et à sa rive.
En occitan, la commune porte le nom de Sench Avit de Ribièra.

## Histoire
Au XIVe siècle, la paroisse de Saint Avit dépendait de la châtellenie de Montferrand, ainsi que de l'archiprêtré de Capdrot rattaché à l'évêché de Sarlat.

## Politique et administration

### Rattachements administratifs et électoraux
Dès 1790, la commune de Saint-Avit-Rivière a été rattachée au canton de Montferrand qui dépendait du district de Belvès jusqu'en 1795, date de suppression des districts. Lorsque ce canton est supprimé par la loi du 8 pluviôse an IX (28 janvier 1801)  portant sur la « réduction du nombre de justices de paix », la commune est rattachée au canton de Cadouin dépendant de l'arrondissement de Bergerac. En 1830, la commune rejoint le canton de Monpazier, dans le même arrondissement.
Par décret du 21 février 2014, le nombre de cantons du département est divisé par deux, avec mise en application aux élections départementales de mars 2015. Le canton de Monpazier est supprimé à cette occasion. Ses treize communes sont alors rattachées au canton de Lalinde, dépendant également de l'arrondissement de Bergerac.
Pour les élections législatives, la commune vote depuis 1988 pour la deuxième circonscription de la Dordogne.

### Intercommunalité
Fin 1994, Saint-Avit-Rivière intègre dès sa création la communauté de communes du Monpaziérois. Celle-ci est dissoute au 31 décembre 2012 et remplacée au 1er janvier 2013 par la communauté de communes des Bastides Dordogne-Périgord.

### Administration municipale
La population de la commune étant inférieure à 100 habitants au recensement de 2017, sept conseillers municipaux ont été élus en 2020,.

### Liste des maires

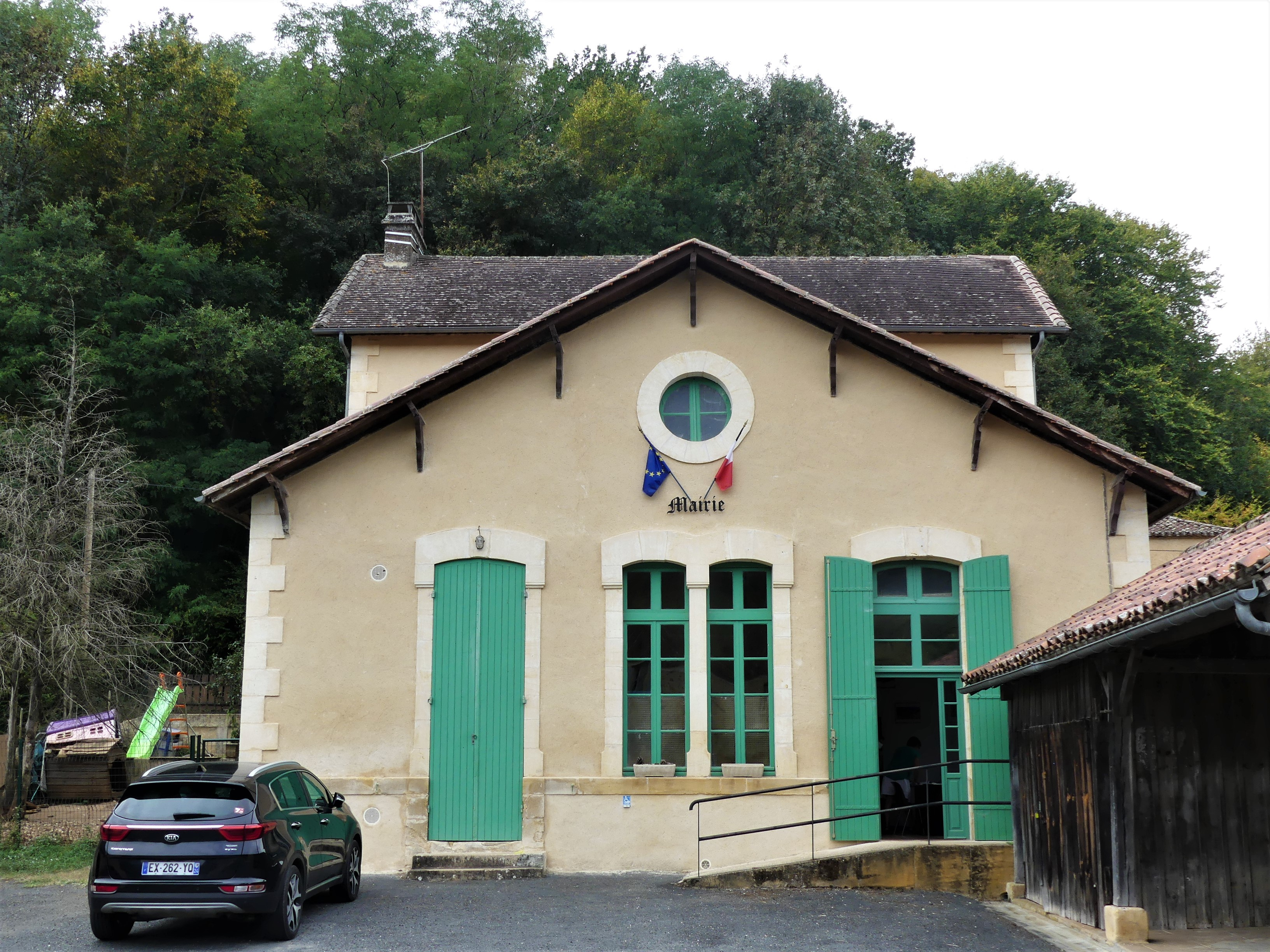
La mairie en 2020.

| Période                                  | Période   | Identité        | Étiquette | Qualité  |
| ---------------------------------------- | --------- | --------------- | --------- | -------- |
| Les données manquantes sont à compléter. |           |                 |           |          |
|                                          |           |                 |           |          |
| 1978                                     | mars 2014 | Fernand Barriat | SE        | Retraité |
| mars 2014                                | mai 2020  | Gabriel Marty   | MoDem     | Retraité |
| mai 2020                                 | En cours  | Isabelle Mucha  |           |          |

## Équipements et services publics

### Justice
Dans le domaine judiciaire, Saint-Avit-Rivière relève : 
- du tribunal judiciaire, du tribunal pour enfants, du conseil de prud'hommes et du tribunal de commerce de Bergerac ;
- du pôle Nationalité du tribunal judiciaire de Périgueux (compétent uniquement dans le domaine de la nationalité) ;
- de la cour d'appel, du tribunal administratif et de la  cour administrative d'appel de Bordeaux.

## Population et société

### Démographie
L'évolution du nombre d'habitants est connue à travers les recensements de la population effectués dans la commune depuis 1793. Pour les communes de moins de 10 000 habitants, une enquête de recensement portant sur toute la population est réalisée tous les cinq ans, les populations de référence des années intermédiaires étant quant à elles estimées par interpolation ou extrapolation. Pour la commune, le premier recensement exhaustif entrant dans le cadre du nouveau dispositif a été réalisé en 2005.

En 2022, la commune comptait 89 habitants, en évolution de +15,58 % par rapport à 2016 (Dordogne : +0,37 %, France hors Mayotte : +2,11 %).
| 1793 | 1800 | 1806 | 1821 | 1831 | 1836 | 1841 | 1846 | 1851 |
| ---- | ---- | ---- | ---- | ---- | ---- | ---- | ---- | ---- |
| 442  | 418  | 420  | 412  | 497  | 450  | 437  | 532  | 467  |

| 1856 | 1861 | 1866 | 1872 | 1876 | 1881 | 1886 | 1891 | 1896 |
| ---- | ---- | ---- | ---- | ---- | ---- | ---- | ---- | ---- |
| 480  | 418  | 413  | 378  | 365  | 371  | 362  | 338  | 340  |

| 1901 | 1906 | 1911 | 1921 | 1926 | 1931 | 1936 | 1946 | 1954 |
| ---- | ---- | ---- | ---- | ---- | ---- | ---- | ---- | ---- |
| 295  | 278  | 244  | 200  | 196  | 195  | 168  | 152  | 121  |

| 1962 | 1968 | 1975 | 1982 | 1990 | 1999 | 2005 | 2006 | 2010 |
| ---- | ---- | ---- | ---- | ---- | ---- | ---- | ---- | ---- |
| 117  | 102  | 69   | 71   | 78   | 73   | 85   | 84   | 78   |

| 2015 | 2020 | 2022 | - | - | - | - | - | - |
| ---- | ---- | ---- | - | - | - | - | - | - |
| 77   | 83   | 89   | - | - | - | - | - | - |

## Économie

### Emploi
En 2015, parmi la population communale comprise entre 15 et 64 ans, les actifs représentent trente-cinq personnes, soit 45,5 % de la population municipale. Le nombre de chômeurs (neuf) a augmenté par rapport à 2010 (six) et le taux de chômage de cette population active s'établit à 25,7 %.

### Établissements
Au 31 décembre 2015, la commune compte quatorze établissements, dont six au niveau des commerces, transports ou services, six dans l'agriculture, la sylviculture ou la pêche, un dans la construction, et un relatif au secteur administratif.

## Culture locale et patrimoine

### Lieux et monuments
- Église Saint-Avit[60],[61]. À l'origine, c'est une église du XIIe siècle qui a été très modifiée. Son plan en croix latine est le résultat d'une reconstruction tardive. Sur sa façade occidentale, son clocher-mur et son portail ont été inscrits au titre des monuments historiques en 1970[62]. Une source historique de 1199 la déclare « dépendante de l'abbaye de Cadouin »[43]. Certains vitraux sont signés de Louis-Victor Gesta.

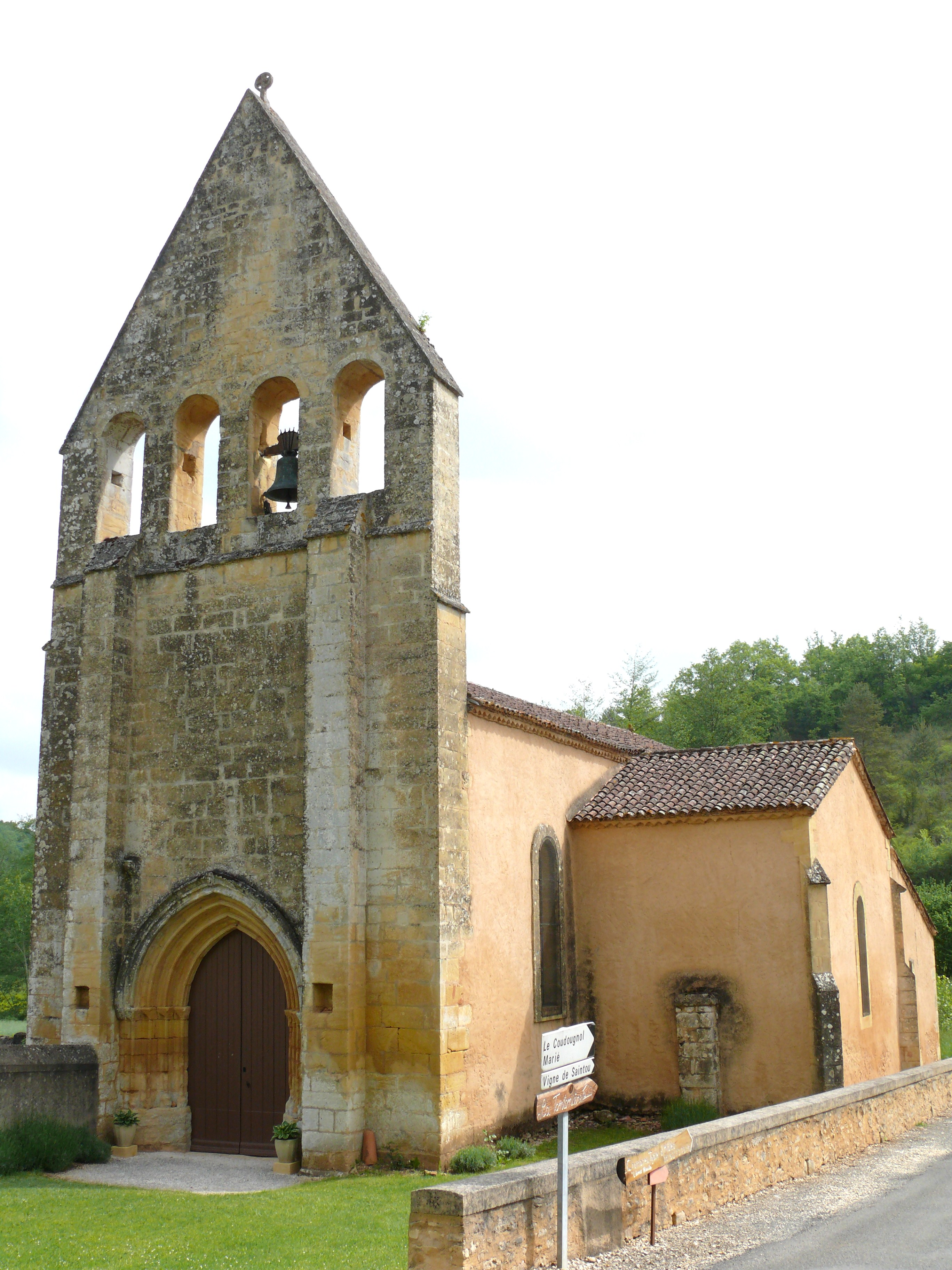
L'église Saint-Avit.
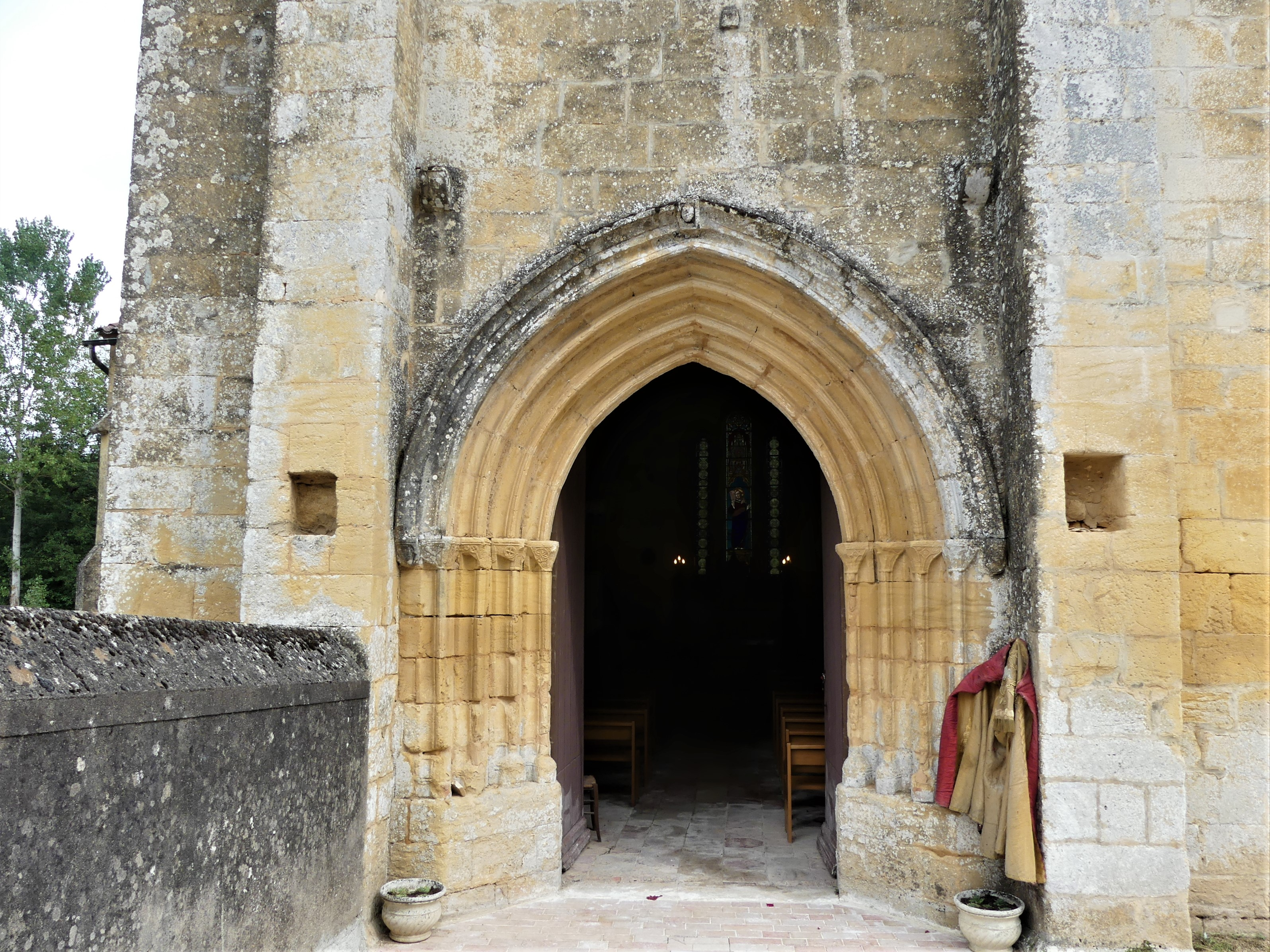
Le portail de l'église.
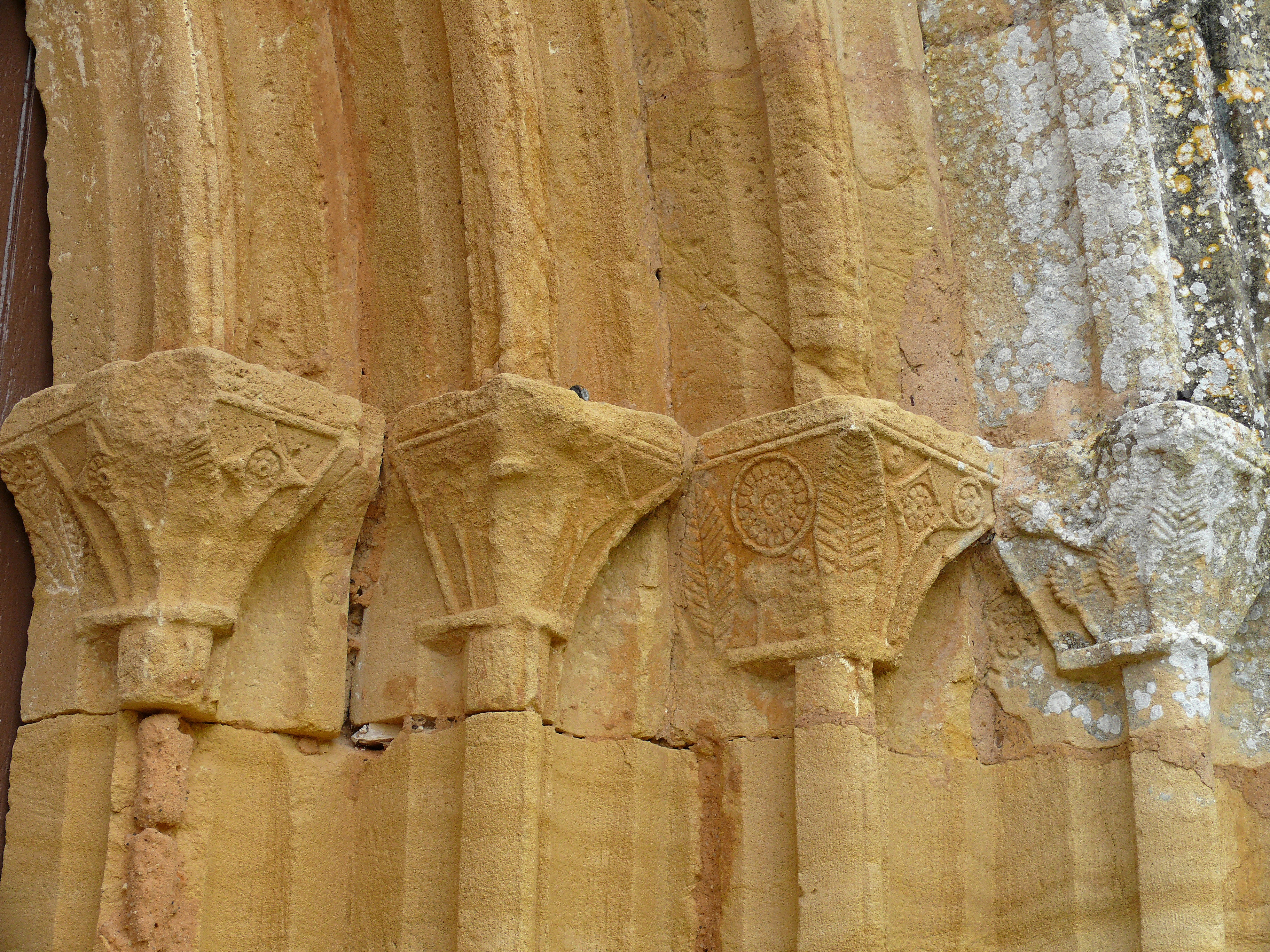
Chapiteaux sculptés du portail occidental.
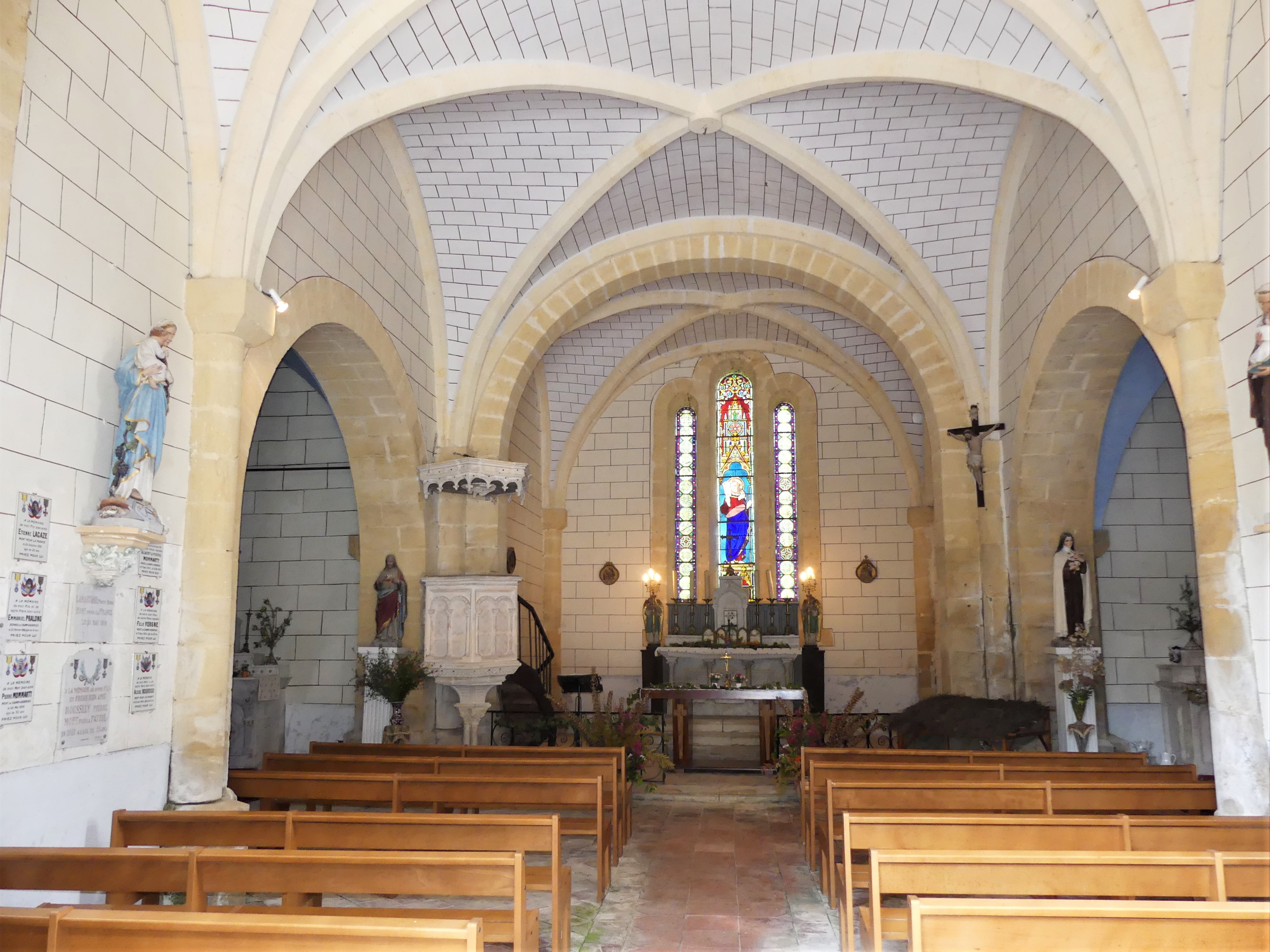
La nef.
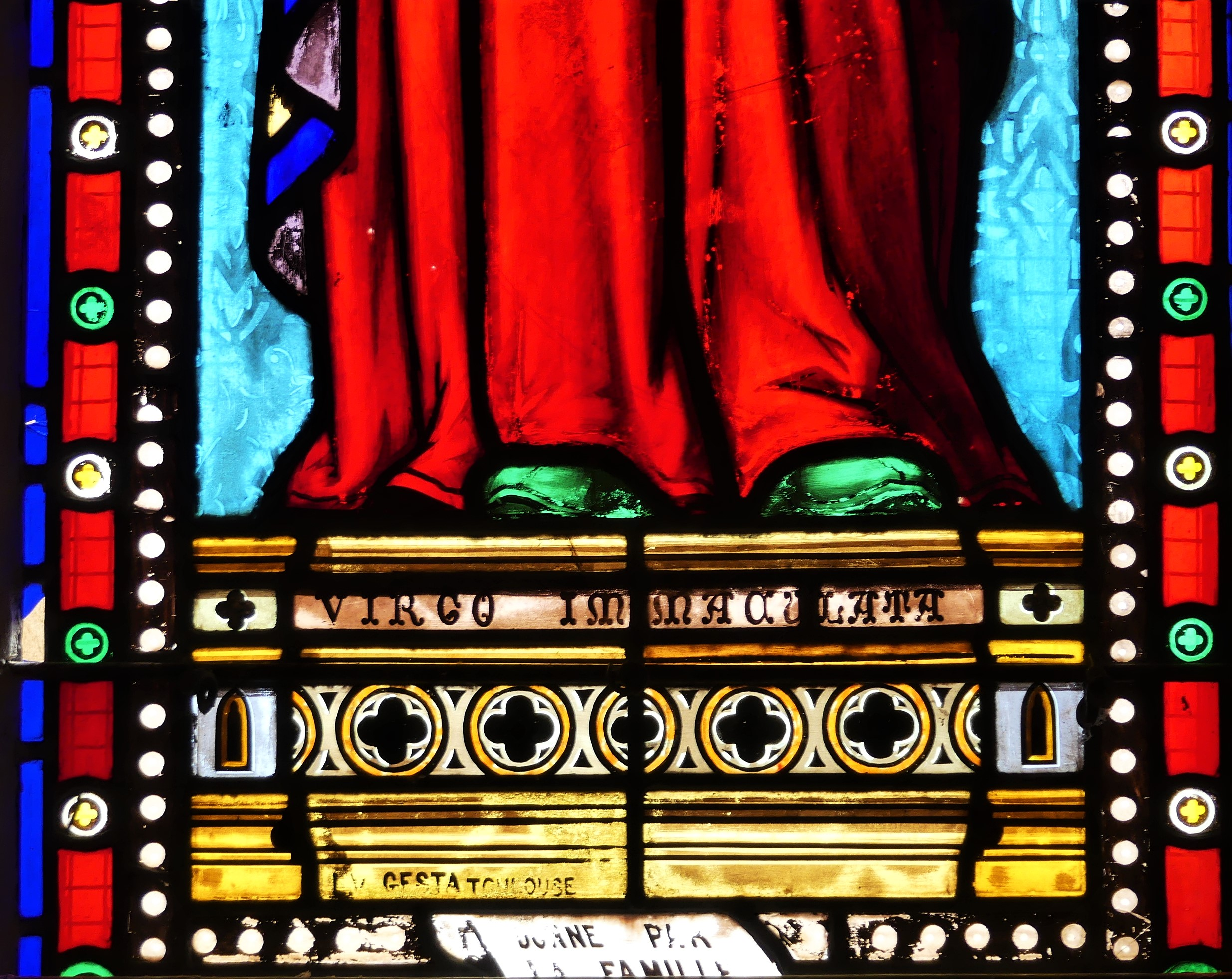
Signature de Louis-Victor Gesta sur le vitrail de l'Immaculée Conception.

### Patrimoine naturel

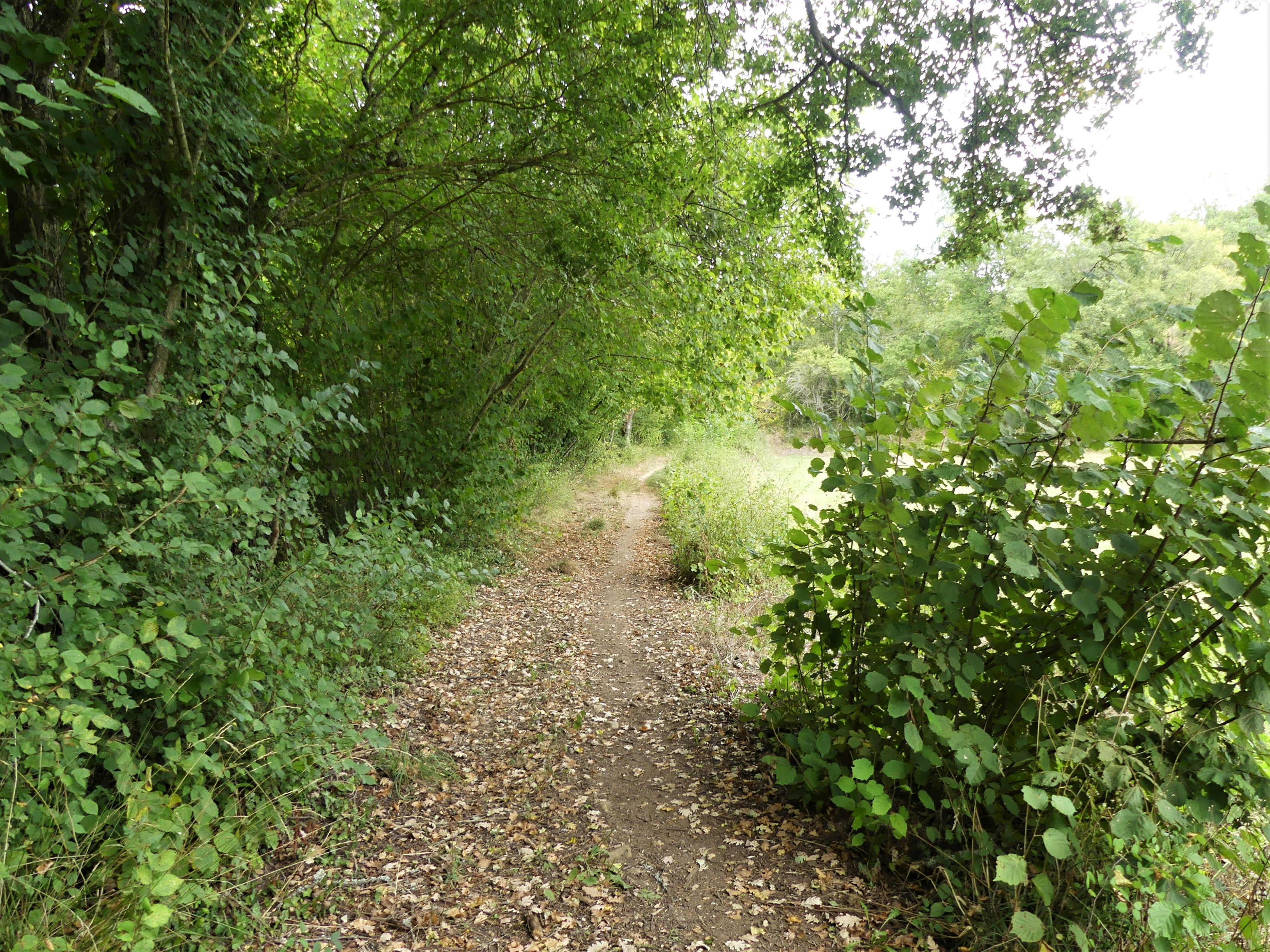
Le GR 36 au nord-est du bourg.

Partagée avec les communes de Bouillac et Le Buisson-de-Cadouin, la zone naturelle d'intérêt écologique, faunistique et floristique (ZNIEFF) de type II de la « forêt de la Bessède » s'étend sur plus de 7 500 hectares,, dont une infime partie de moins de trois hectares concerne le territoire de Saint-Avit-Rivière, au nord du lieu-dit Terme d'Astor.
Cette ZNIEFF héberge onze espèces d'oiseaux protégées sur le territoire national, : le Busard cendré (Circus pygargus), le Busard Saint-Martin (Circus cyaneus), la Bondrée apivore (Pernis apivorus), la Buse variable (Buteo buteo), la Chouette effraie (Tyto alba), la Chouette hulotte (Strix aluco), l'Engoulevent d'Europe (Caprimulgus europaeus), le Faucon hobereau (Falco subbuteo), la Fauvette pitchou (Sylvia undata), la Linotte mélodieuse (Carduelis cannabina) et la Locustelle tachetée (Locustella naevia).
En ce qui concerne sa flore, deux espèces de plantes sont également protégées au niveau national : la Droséra à feuilles rondes (Drosera rotundifolia) et la Laîche fausse (Carex pseudobrizoides), cette dernière étant considérée comme espèce déterminante.

## Pour approfondir